# Charlotte Lewis (baloncestista)
Charlotte Lewis (10 de septiembre de 1955, Chicago, Illinois - 17 de septiembre de 2007, Kansas City) fue una jugadora de baloncesto estadounidense. Consiguió 1 medalla de plata con Estados Unidos en los Juegos Olímpicos de Montreal 1976.